# Кристл Даунс Кантри Клаб (Мичиген)
Кристл Даунс Кантри Клаб (енгл. Crystal Downs Country Club) насељено је место без административног статуса у америчкој савезној држави Мичиген.

## Демографија
По попису из 2010. године број становника је 47.
| Група             | 2000.    | 2010.       |
| Белци             | 0 (0,0%) | 47 (100,0%) |
| Афроамериканци    | 0 (0,0%) | 0 (0,0%)    |
| Азијати           | 0 (0,0%) | 0 (0,0%)    |
| Хиспаноамериканци | 0 (0,0%) | 0 (0,0%)    |
| Укупно            | 0        | 47          |